# 傅惠民
傅惠民（1956年2月—），男，汉族，浙江遂昌人，中华人民共和国政治人物，第八届、第九届、第十届、第十一届、第十二届、第十三届全国政协委员。中国国民党革命委员会党员，曾担任十一届全国政协常务委员、民革中央副主席、北京市委主委。

## 生平
2007年7月，傅惠民当选中国国民党革命委员会北京市委员会第十三届委员会主任委员。五年后连任一届。
2008年，当选第十一届全国政协常务委员，代表中国国民党革命委员会，分入第四组。2018年1月，当选第十三届全国政协委员。